# Tom Carroll
Thomas James "Tom" Carroll (Watford, Anglia, 1992. május 28. –) angol labdarúgó, aki jelenleg az Ipswich Townban játszik, középpályásként.

## Pályafutása

### Tottenham Hotspur
Carroll 2008-ban a Tottenham Hotspur U16-os csapatával megnyerte a Legnago Tournamentet, Olaszországban. 2010 júniusában megkapta első profi szerződését a klubtól, miután 23 meccsen 10 gólt szerzett az akadémiai csapatban. 2011. január 27-én a szezon végéig kölcsönvette a Leyton Orient. Február 5-én, egy Bournemouth elleni találkozón debütált. 12 bajnoki mérkőzésen mellett kétszer az Arsenal ellen is pályára lépett, az FA Kupában. A Tottenham első csapatában 2011. augusztus 25-én, egy Hearts elleni Európa-liga-meccsen mutatkozott be, a 46-os számú mezben pályára lépve. Később még négy csoportmeccsen játszott a sorozatban. Szeptember 20-án, egy Stoke City elleni Ligakupa-meccsen is lehetőséget kapott. Csapata végül büntetőpárbajban elvesztette a mérkőzést.
2012. január 30-án a másodosztályú Derby County a szezon végéig kölcsönvette. Egy nappal később, a Barnsley ellen mutatkozott be, és felnőtt pályafutása első gólját is megszerezte. Carroll állandó tagja lett a csapatnak, ahol középső középpályásként és jobbszélsőként is lehetőséget kapott. Végül egy kisebb sérülés miatt 12 mérkőzés után vissza kellett térnie a Spurshöz. November 3-án bemutatkozott a Premier League-ben, csereként váltva Kyle Walkert a Wigan Athletic ellen. A 2013-as nyári átigazolási időszak végén kölcsönvette a Queens Park Rangers, ahol ismét együtt dolgozhatott korábbi menedzserével, Harry Redknapp-pel. Összesen 26 bajnokin szerepelt a kék-fehéreknél. 2014. augusztus 22-én a teljes szezonra kölcsönvette a Swansea City.
A Tottenhamben 2015. december 10-én szerezte meg első profi gólját, egy AS Monaco elleni Európa-liga-mérkőzésen. December 26-án a Norwich City elleni bajnokin is eredményes volt, hozzájárulva csapata 3-0-s győzelméhez.

### A válogatottban
Carrollt 2011 márciusában, egy Hollandia elleni meccs alkalmából hívták be először az angol U19-es válogatottba. A mérkőzésen bemutatkozhatott a csapatban. Az U21-es válogatottban 2013. március 21-én, Románia ellen debütált. Első gólját augusztus 13-án, egy Skócia ellen 6-0-ra megnyert mérkőzésen szerezte.

## Külső hivatkozások
- Tom Carroll pályafutásának statisztikái a Soccerbase oldalon (angolul)

- Tom Carroll (angol nyelven). worldfootball.net
- Tom Carroll (angol nyelven). swanseacity.com. [2017. augusztus 28-i dátummal az eredetiből archiválva]. (Hozzáférés: 2018. január 10.)